# Hounds of Love (filme)
Hounds of Love (Brasil: Predadores do Amor ) é um filme policial de suspense e terror australiano de 2016 escrito e dirigido por Ben Young. A trama é sobre um casal que sequestra e aterroriza uma jovem nos subúrbios de Perth, Austrália Ocidental. O filme é a estreia de Young na direção. Ele foi selecionado na competição Venice Days na 73ª edição do Festival de Veneza, no qual Ashleigh Cummings recebeu o Prêmio Fedeora de melhor atriz.

## Sinopse
Vicki Maloney, uma adolescente inteligente e carismática que luta interiormente com a recente separação dos pais, passa o fim de semana na casa da mãe no subúrbio. Depois de uma discussão acalorada entre elas, Vicki desafiadoramente foge para participar de uma festa e é atraída para o carro de um casal aparentemente confiável, John e Evelyn White.
Vicki logo se encontra presa na casa de John e Evelyn, onde ela é forçada a um mundo escuro de violência e dominação. Sem nenhuma maneira de escapar e seu assassinato iminente, Vicki percebe que ela deve encontrar uma maneira de abrir uma barreira entre eles se quiser sobreviver. Vicki tenta explorar o desejo de Evelyn de ver seus filhos ausentes, infelizmente o controle emocional de John sobre Evelyn é muito forte e seus esforços para colocá-los um contra o outro apenas alimenta a vontade de Evelyn de vê-la morrer. Quebrada e atormentada, Vicki aceita que seu destino pode logo estar no fundo de uma cova rasa de arbusto.
A mãe desesperada de Vicki, Maggie, não vai parar por nada para encontrar sua filha desaparecida. Quando a busca de Maggie finalmente a leva à rua de John e Evelyn, ela clama por sua filha em vão. Ao ouvi-la, Vicki encontra a força para uma última tentativa de sobrevivência, forçando Evelyn a perceber que se ela quiser ver seus filhos novamente, ela deve se libertar do feitiço maligno de John.

## Elenco
- Emma Booth como Evelyn White
- Ashleigh Cummings como Vicki Maloney
- Stephen Curry como John White
- Susie Porter como Maggie Maloney
- Damian De Montemas como Trevor Maloney
- Harrison Gilbertson como Jason Farris
- Fletcher Humphrys como Gary

## Recepção
O filme teve uma estreia limitada nos cinemas em junho de 2017 e foi recebido com elogios da crítica de cinema. No agregador de críticas Rotten Tomatoes, o filme mantém um índice de aprovação de 87%, com base em 95 comentários, e uma classificação média de 7,16/10. O consenso crítico do site diz: "Construído de maneira inteligente e atuado de maneira poderosa, Hounds of Love satisfaz como um suspense psicológico com algumas surpresas desagradáveis - e marca o escritor e diretor Ben Young como um talento promissor". No Metacritic, o filme tem uma pontuação média ponderada de 73 de 100, com base em 18 críticos, indicando "críticas geralmente favoráveis".
Os críticos encontraram um terreno comum em seu entusiasmo sobre o componente psicológico do horror retratado, bem como vários aspectos técnicos, especialmente a cinematografia e a direção.
O filme foi indicado para 9 prêmios AACTA em 2017, ganhando para Emma Booth o prêmio de Melhor Atriz em Longa-Metragem.

### Premiações
| Prêmio                                   | Categoria                                                        | Destinatário                | Resultado |
| ---------------------------------------- | ---------------------------------------------------------------- | --------------------------- | --------- |
| AACTA Awards (7th)                       | Melhor Filme                                                     | Melissa Kelly               | Indicado  |
| AACTA Awards (7th)                       | Melhor Direção                                                   | Ben Young                   | Indicado  |
| AACTA Awards (7th)                       | Melhor Roteiro Original                                          | Ben Young                   | Indicado  |
| AACTA Awards (7th)                       | Melhor Ator                                                      | Stephen Curry               | Indicado  |
| AACTA Awards (7th)                       | Melhor Atriz                                                     | Emma Booth                  | Venceu    |
| AACTA Awards (7th)                       | Melhor Atriz Coadjuvante                                         | Susie Porter                | Indicado  |
| AACTA Awards (7th)                       | Melhor Cinematografia                                            | Michael McDermott           | Indicado  |
| AACTA Awards (7th)                       | Melhor Edição                                                    | Merlin Eden                 | Indicado  |
| AACTA Awards (7th)                       | Melhor Cabelo e Maquiagem                                        | Hayley Atherton             | Indicado  |
| AACTA Awards (7th)                       | Melhor Cabelo e Maquiagem                                        | Kate Anderson               | Indicado  |
| ACS Award                                | Prêmios WA/ SA Division                                          | Michael McDermott           | Venceu    |
| ADG Award                                | Melhor Direção em Longa-Metragem                                 | Ben Young                   | Indicado  |
| AFCA Awards                              | Melhor Filme                                                     | Melissa Kelly               | Venceu    |
| AFCA Awards                              | Melhor Diretor                                                   | Ben Young                   | Indicado  |
| AFCA Awards                              | Melhor Roteiro                                                   | Ben Young                   | Indicado  |
| AFCA Awards                              | Melhor Ator                                                      | Stephen Curry               | Indicado  |
| AFCA Awards                              | Melhor Atriz                                                     | Emma Booth                  | Venceu    |
| AFCA Awards                              | Melhor Atriz Coadjuvante                                         | Ashleigh Cummings           | Indicado  |
| ASE Award                                | Melhor Edição em Longa-Metragem                                  | Merlin Eden                 | Indicado  |
| ATOM Award                               | Melhor Longa Metragem                                            | Melissa Kelly and Ben Young | Venceu    |
| AWGIE Award                              | Melhor roteiro de longa-metragem original                        | Ben Young                   | Indicado  |
| Boston Underground Film Festival         | Prêmio do Público                                                | Ben Young                   | Indicado  |
| Brussels Film Festival                   | Grande Prêmio de Melhor Diretor                                  | Ben Young                   | Venceu    |
| Brussels Film Festival                   | Grande Prêmio de Melhor Atriz                                    | Emma Booth                  | Venceu    |
| FCCA Awards                              | Melhor Filme                                                     | Melissa Kelly               | Indicado  |
| FCCA Awards                              | Melhor Roteiro                                                   | Ben Young                   | Indicado  |
| FCCA Awards                              | Melhor Ator                                                      | Stephen Curry               | Venceu    |
| FCCA Awards                              | Melhor Atriz                                                     | Emma Booth                  | Venceu    |
| FCCA Awards                              | Melhor Atriz - Papel Coadjuvante                                 | Susie Porter                | Venceu    |
| FCCA Awards                              | Melhor Cinematografia                                            | Michael McDermott           | Indicado  |
| FCCA Awards                              | Melhor Edição                                                    | Merlin Eden                 | Indicado  |
| Munich Film Festival                     | Prêmio CineVision de Melhor Filme de um Diretor Emergente        | Ben Young                   | Indicado  |
| Overlook Film Festival                   | Prêmio de Melhor Filme e Público                                 | Ben Young and Melissa Kelly | Venceu    |
| Screen Producers Australia               | Melhor longa metragem                                            | Melissa Kelly               | Indicado  |
| Transilvania International Film Festival | Troféu Transilvania de Melhor Filme                              | Melissa Kelly and Ben Young | Indicado  |
| Festival de Veneza                       | Prêmio Fedeora de Melhor Atriz em Filme de Estreia (Venice Days) | Ashleigh Cummings           | Venceu    |